# Платонов, Борис Викторович
Бори́с Ви́кторович Плато́нов (бел. Барыс Віктаравіч Платонаў; 24 июля (6 августа) 1903 — 15 февраля 1967) — белорусский, советский актёр театра и кино, педагог. Народный артист СССР (1948).

## Биография
Родился 24 июля (6 августа) 1903 года в Минске (ныне Белоруссия).
В 1919—1921 годах служил в РККА (красноармеец 37-го батальона войск ВЧК, секретать политсекретариата 11-й стрелковой бригады 4-й стрелковой дивизии в Борисове).
С 1921 года участвовал в кружках художественной самодеятельности.
С 1922 года — артист Первого Белорусского драматического театра (ныне Национальный академический театр имени Янки Купалы) (Минск). В 1961—1963 годах — художественный руководитель театра.
Актёр яркий, темпераментный, с блестящим даром перевоплощения.
Выступал на радио, занимался преподавательской деятельностью.
Член КПСС с 1953 года. Депутат Верховного Совета Белорусской ССР 5-6-го созывов.
Умер 15 февраля 1967 года в Минске . Похоронен на Восточном (Московском) кладбище.

## Награды и звания
- Народный артист Белорусской ССР (1946)
- Народный артист СССР (1948)
- Сталинская премия второй степени (1948) — за исполнение главной роли в спектакле «Константин Заслонов» А. Мовзона
- Сталинская премия третьей степени (1952) — за исполнение роли Ивана Михайловича Тумиловича в спектакле «Поют жаворонки» К. Крапивы
- Орден Ленина (1955)
- Два ордена Трудового Красного Знамени (20.06.1940, за выдающиеся заслуги в деле развития белорусского театрального и музыкального искусства; 1948)
- Медаль «За доблестный труд в Великой Отечественной войне 1941—1945 гг.».

## Роли в театре
- 1926 — «Победа» Е. А. Мировича — Рыгорка;
- 1927 — «Мятеж» Д. А. Фурманова и С. Поливанова — Ерыськин[1];
- 1937 — «Последние» М. Горького — Пётр;
- 1939 — «Кто смеётся последним» К. Крапивы — Зёлкин;
- 1942 — «Фронт» А. Е. Корнейчука — Огнев;
- 1944 — «Павлинка» Я. Купалы — пан Быковский;
- 1946 — «Ромео и Джульетта» У. Шекспира — Ромео;
- 1948 — «Константин Заслонов» А. Мовзона — Константин Заслонов[1];
- 1952 — «Поют жаворонки» К. Крапивы — Иван Михайлович Тумилович[1];
- 1953 — «Доходное место» А. Н. Островского — Василий Николаевич Жадов;
- 1955 — Крылья А. Е. Корнейчука — Пётр Александрович Ромодан;
- 1957 — «Лиса и виноград» Г. Фигейредо — Эзоп;
- 1959 — «Третья патетическая» Н. Ф. Погодина — В. И. Ленин;
- 1959 — «Чтобы люди не журились» А. Е. Макаёнка — Ковальчук;
- 1961 — «Левониха на орбите» А. Е. Макаёнка — Левон;
- 1961 — «Живой труп» Л. Н. Толстого — Фёдор Васильевич Протасов;
- «Таланты и поклонники» А. Н. Островского — Мартын Прокофьевич Нароков;
- «Кремлёвские куранты» Н. Ф. Погодина — Антон Иванович Забелин.

## Фильмография
1. 1927 — Кастусь Калиновский — молодой цыган на ярмарке;
2. 1928 — Земля зовёт — раввин местечка Ладеню;
3. 1929 — Песня весны — Шершень (Шулевич);
4. 1952 — Павлинка (фильм-спектакль) — Быковский;
5. 1953 — Поют жаворонки — Тумилович;
6. 1954 — Кто смеётся последним? — Зёлкин;
7. 1965 — Любимая — Иван Егорович.

## Память
- В 1965 году о Борисе Платонове снят документальный фильм «Мысли и образы»;
- В 1968 году улица Высокая в Минске была переименована в честь актёра и носит его имя по сей день.